# Privilege Ibiza

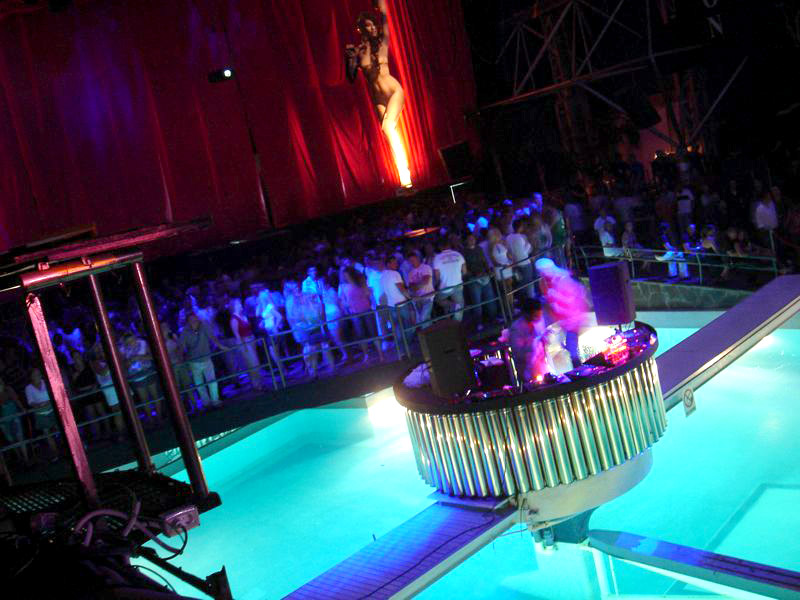
Club Privilege à Ibiza.

Privilege Ibiza était, jusqu'à sa fermeture en 2020, la plus grande boîte de nuit du monde, d'après le Livre Guinness des records,, pouvant accueillir jusqu'à 10 000 personnes. Elle est à majorité propriété du Grupo de empresas Matutes de l'entrepreneur et homme politique Abel Matutes et est située près de San Rafael à Ibiza, non loin de la discothèque Amnesia, de l'autre côté de la route, quasi à équidistance entre la ville d'Ibiza et celle de San Antonio. Jusqu'en 1994 sous le nom de Ku Klub, Privilege était dans les années 1970 un restaurant. La pièce principale a la taille d'un hangar d'avions, avec un plafond de 25 mètres et une piscine. C'est aussi là qu'a été tourné un clip live de Barcelona par Freddie Mercury et Montserrat Caballé le 29 mai 1987[pertinence contestée]. On[Qui ?] note également la présence du bâtiment sur le jeu de voitures Test Drive Unlimited 2[pertinence contestée].